# Zaanse onafhankelijke groepering
De Zaanse Onafhankelijke Groepering (ZOG) is een politieke partij in de Noord-Hollandse gemeente Zaanstad.

## Geschiedenis
De partij is in 1978 ontstaan vanuit de wijkraden en dorpsraden in Zaanstad. De aanleiding was onvrede met het toenmalige gemeentebestuur.
Bij de verkiezingen in maart 2002 werd de partij met elf zetels de grootste in de gemeenteraad. De groepering nam met twee wethouders deel aan het college van burgemeester en wethouders. Dat waren Otto Oosterveld en Leny Vissers-Koopman. In hetzelfde jaar kwam er een serie interne conflicten in de partij. Beide wethouders traden in november af. Alle raadsleden maakten zich de ZOG los en vormden nieuwe fracties. De grootste daarvan heette Teuntje en Louis (TEL).
Van 2006-2010 kwam de ZOG weer terug in de gemeenteraad, met vier zetels. De fractie van de Zaanse Onafhankelijke Groepering in de raadsperiode 2010-2014 bestond eveneens uit vier zetels. Daarnaast leverde de partij een wethouder.
In 2017 besloot ZOG-wethouder Vissers-Koopman zich terug te trekken uit de politiek. Gerben Eijzinga werd aangewezen als lijsttrekker voor de verkiezingen van 2018. Tevens besloot het bestuur dat het roer om moest in de partij. Mede daardoor is besloten om een naamswijziging door te voeren. Sinds oktober 2017 heet de partij 'Zaanstad voor Iedereen'.
Bij de gemeenteraadsverkiezingen in 2018 behaalde de partij geen zetels meer.